# Rheumaptera progressata
Rheumaptera progressata är en fjärilsart som beskrevs av Walker 1862. Rheumaptera progressata ingår i släktet Rheumaptera och familjen mätare. Inga underarter finns listade.